# Lumix

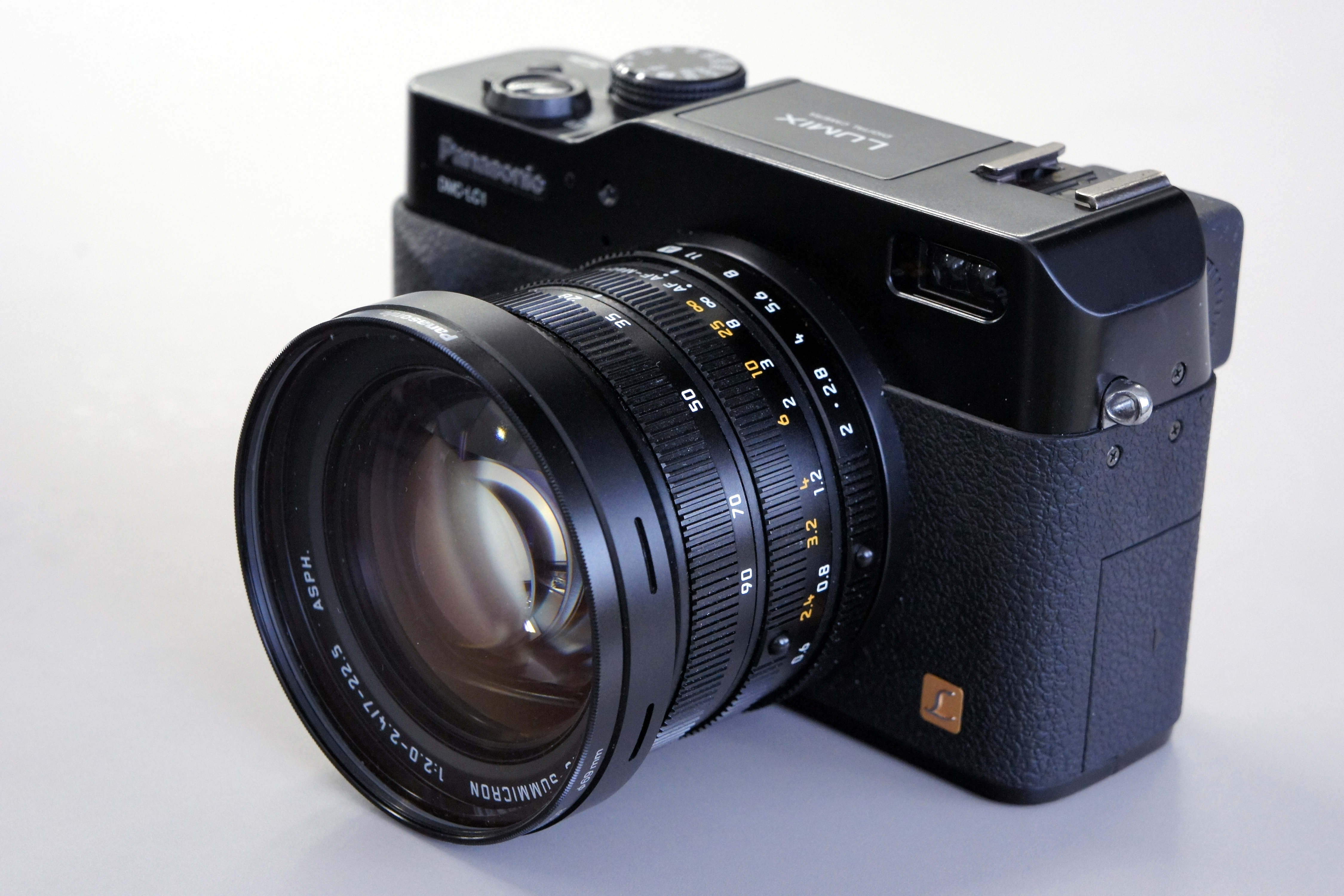
Câmera Panasonic Lumix DMC-LC1, lançada em 2004.

Lumix é a linha de câmaras fotográficas digitais da Panasonic.
As Lumix são câmaras de muito boa qualidade de construção, usando algumas lentes Leica e outras lentes de desenhos Panasonic e Leica, é uma marca bastante confiável e de uso intuitivo e inteligente.

## Câmeras Digitais
As câmeras fotográficas da Panasonic no Brasil, são divididas em diversas linhas:
- Entry Stylish: Modelos de entrada, filmagem em HD, simples utilização.
- Tough: Compactas, lentes Leica, filmagem em AVCHD Lite.
- High Zoom: Zoom óptico acima das compactas comuns, modo manual para alguns modelos, lentes Leica.
- Ultra Zoom: Zoom óptico acima das compactas comuns chegando até 32x com Zoom inteligente, Modo manual, Lentes Leica, Filmagem em Full HD.
- Série L - DSLR
- Série G - Micro 4/3: [ILC]

A Série G é recente (2008) e é composta por máquinas do sistema micro four thirds (4/3), por vezes erradamente designadas como DSLR, não têm o habitual espelho (pentaprisma) sendo por isso menores e possibilita o tamanho das lentes igualmente menores, mantendo a qualidade das DSLR e tendo a possibilidade de mudar as lentes.
Usam todas as lentes do sistema 4/3 e m 4/3, qualquer que seja a marca, podendo usar até as lentes Leica, assim como lentes de outras marcas.
A Panasonic LUMIX, já tem neste momento uma gama de lentes para este sistema, desde os 7mm a 200mm que nestas máquinas tem a equivalência em 35mm a 14mm 400mm, recentemente foram anunciadas novas lentes sendo algumas focais fixas e um zoom que alarga o alcance até os 600mm.
Ainda não se encontrou designação universal para estas máquinas, mas muitos designam e bem por ILC (Interchangeable Lens Camera) ou Mirrorless cameras.
As Panasonic LUMIX séries G geralmente são designadas por sistema MFT, m 4/3, micro 4/3 ou micro fourthirds, foram lançados no Brasil 3 modelos de muito sucesso, a G1 a GH1 e GF1, todas de 12 megapixels. 
- A G1 foi a primeira máquina deste género a ser introduzida no mercado, a primeira "DSLR" sem espelho e considerávelmente menor

- A GH1 é idêntica à G1 mas tem a posssibilidade de fazer video em full HD 1024p

- A GF1 tem a mesma tecnologia das anteriores mas tem um design parecido com as máquinas rangefinder como as Leica M, tem também a possibilidade de fazer video HD 720p

- Em 2010/2011 foram lançados os modelos, a G2, G10, GH2 e GF2, assim como novas lentes da Série G, de realçar a introdução de vários melhoramentos e um sistema de "touch screen" no LCD para várias funções.

## Tecnologias
- Mega O.I.S: Reduz o movimento das mãos com a movimentação da lente.
- Intelligent ISO: Aumenta o ISO automaticamente para que a fotografia não saia tremida.
- Intelligent Scene Selector: Automaticamente ajusta o foco da câmera para a melhor foto.
- Intelligent Exposure Control: Automaticamente ajusta a exposição para que a foto não saia sub-exposta ou superexposta.
- Processadores Venus Engine: Proporciona fotografias mais rápidas e uma economia de energia avançada, além de reduzir o ruído das fotografias, gere as cores para que sejam sempre naturais e vivas.
- Dust Reduction System: Sistema de redução de sujidade no sensor usando vibração com o Supersonic Wave Filter, evita que os sensores se sujem, a Panasonic tem o melhor sistema de redução de sujidade do mercado, juntamente com a Olympus.